# Governo Kallio III
O governo Kallio III corresponde ao período da história política finlandesa que se inicia com a posse de Kyösti Kallio como primeiro-ministro, em 16 de agosto de 1929. Foi um governo maioritário da Liga Agrária, que durou 323 dias, tendo seu fim em 4 de julho de 1930.
O terceiro mandato de Kallio ficou marcado por uma série de conflitos políticos internos protagonizados por membros do Movimento de Lapua e do Partido Comunista. Em agosto de 1929, a Internacional Comunista organizou manifestações de rua por todo continente europeu, que foram, porém, reprimidas na Finlândia por forças policiais. Em novembro do mesmo ano, o Sindicato da Juventude Comunista organizou uma festa em Lapua consciente de que representava tudo o que a opinião predominante da região condenava. Uma semana depois, através de uma grande reunião, os cidadãos de Lapua decidiram proibir todas as organizações comunistas. Pouco tempo depois, o parlamento acatou uma proposta de lei do governo que permitia a dissolução prévia de uma associação que continuasse as atividades de uma outra associação dissolvida por decisão judicial. Assim, instituições comunistas foram abolidas uma após a outra. No entanto, o parlamento rejeitou a moção para alterar a Lei de Liberdade de Imprensa.
Em março de 1930, através de uma outra reunião de cidadãos de Lapua, a organização Lukko foi fundada para liderar a luta contra o comunismo na Finlândia. Duas semanas depois, integrantes do Movimento de Lapua depredaram bens do jornal comunista Työn Ääni, em Vaasa. Não obstante, os rebeldes agrediram o jornalista Eino Nieminen, que era testemunha do ato de vandalismo, e sequestraram o advogado Asser Salo. O governo, por sua vez, assistiu pacificamente ao motim de Vaasa e isso aumentou a força do movimento extremista. O então governador Bruno Sarlin foi substituído pelo general Erik Heinrichs e a "lei de Lapua" se tornou superior à lei da Finlândia. Em meados de junho, começaram a ocorrer prisões generalizadas de comunistas em todo o país. Dessa forma, o parlamento foi chamado no meio do resseso de verão para promulgar leis que criminalizam atividades comunistas. Em junho de 1930, sem sucesso em diminuir os conflitos internos, o governo apresentou um pedido de renúncia.

## Composição
O governo Kallio III foi composto pelos seguintes ministros:
| Ministério                   | Ministro           | Período                                   | Partido      |
| ---------------------------- | ------------------ | ----------------------------------------- | ------------ |
| Primeiro-ministro            | Kyösti Kallio      | 16 de agosto de 1929 - 4 de julho de 1930 | Liga Agrária |
| Relações Exteriores          | Hjalmar J. Procopé | 16 de agosto de 1929 - 4 de julho de 1930 | Independente |
| Justiça                      | Elieser Kaila      | 16 de agosto de 1929 - 4 de julho de 1930 | Liga Agrária |
| Interior                     | Arvo Linturi       | 16 de agosto de 1929 - 4 de julho de 1930 | Independente |
| Defesa                       | Juho Niukkanen     | 16 de agosto de 1929 - 4 de julho de 1930 | Liga Agrária |
| Finanças                     | Tyko Reinikka      | 16 de agosto de 1929 - 4 de julho de 1930 | Liga Agrária |
| Educação                     | Antti Kukkonen     | 16 de agosto de 1929 - 4 de julho de 1930 | Liga Agrária |
| Agricultura                  | Kaarle Ellilä      | 16 de agosto de 1929 - 4 de julho de 1930 | Liga Agrária |
| Transportes e Obras Públicas | Jalo Lahdensuo     | 16 de agosto de 1929 - 4 de julho de 1930 | Liga Agrária |
| Comércio e Indústria         | Pekka Heikkinen    | 16 de agosto de 1929 - 4 de julho de 1930 | Liga Agrária |
| Assuntos Sociais             | Herman Paavilainen | 16 de agosto de 1929 - 4 de julho de 1930 | Independente |
| Sem pasta                    | Juhani Leppälä     | 16 de agosto de 1929 - 4 de julho de 1930 | Liga Agrária |